# Alfonso De Blasio
Alfonso Francesco Luigi De Blasio, spesso scritto Di Blasio (Caserta, 1º agosto 1849 – Roma, 20 dicembre 1930), è stato un magistrato e politico italiano.
In magistratura dal 1869 è stato vice-pretore a Capua, sostituto procuratore a Palermo, Frosinone e Roma, procuratore presso il Tribunale di Nuoro, sostituto procuratore generale in Corte d'appello a Napoli,  procuratore generale presso le corti di appello di L'Aquila, Roma e Torino, primo presidente e procuratore generale della Corte di cassazione.